# Lino Toffolo
Lino Toffolo Rossit, noto semplicemente come Lino Toffolo (Murano, 30 dicembre 1934 – Murano, 17 maggio 2016), è stato un attore, cantautore e cabarettista italiano.

## Biografia

### Le origini

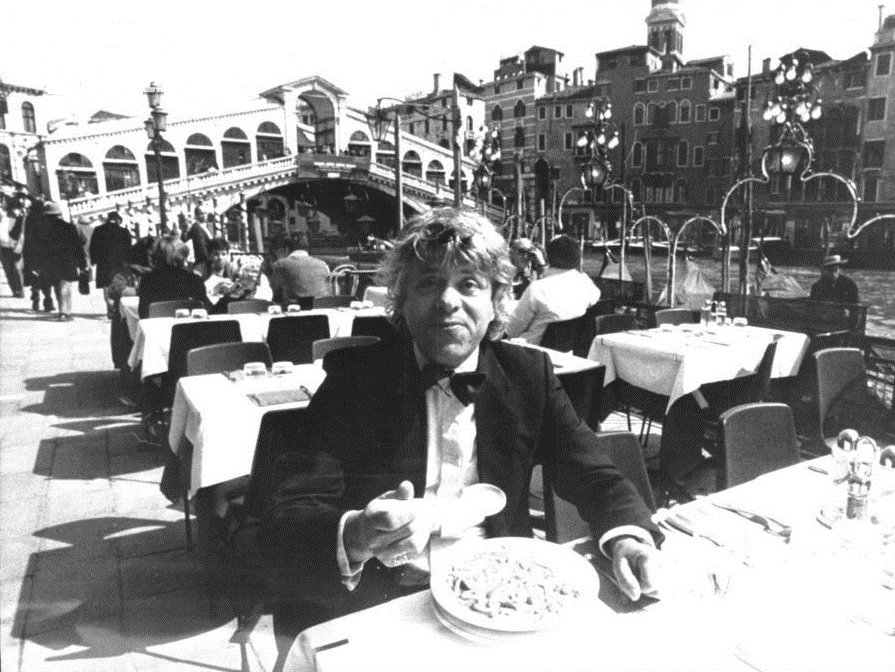
Lino Toffolo in Riva del vin

Nato a Murano, figlio di un maestro vetraio, inizia negli anni 1950 a comporre canzoni in dialetto veneziano e rivela sin da ragazzo inclinazione per la musica e la recitazione. Nel 1959 recita in una piccola parte della commedia Sior Tita Paron di Gino Rocca, nella quale viene notato da due dei produttori della Rai che gli propongono di comporre la sigla di un programma della testata regionale (El listòn). Nel 1961 si sposa con Antonia Ongaro (detta Carla), con cui avrà tre figli: Anna, Luisa e Paolo.
Si mette in luce come attore nella "compagnia dei delfini" di Venezia, della quale farà parte dal 1960 al 1965: durante questo periodo compone anche delle musiche di scena e le sue prime canzoni in lingua veneta. Registra inoltre alcuni programmi radiofonici prodotti dalla sede regionale Rai di Venezia.
Al Teatro La Fenice di Venezia, nel 1964, esegue l'accompagnamento musicale dello spettacolo Conversazioni e letture, per il Festival Internazionale del Teatro di Prosa.

### Il cabaret e la canzone d'autore

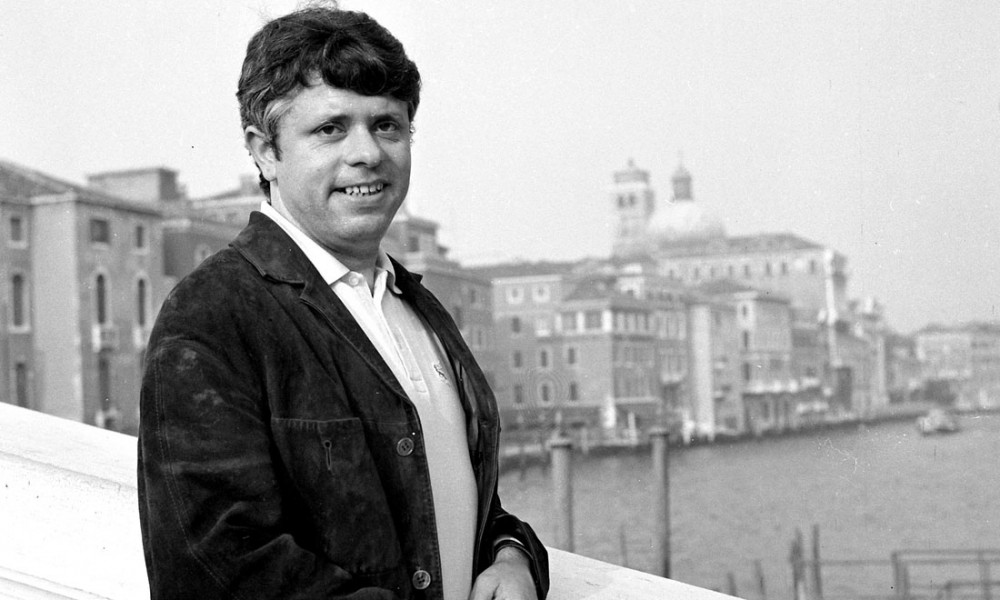
Lino Toffolo sul Ponte degli Scalzi lato Santa Croce con la chiesa di San Geremia sullo sfondo, nel 1969

Nel 1963 fa il suo esordio al noto locale milanese Derby Club (Intra's Derby Club), accanto ad altri personaggi che, come lui, inizieranno proprio lì la scalata verso la notorietà, quali Enzo Jannacci, Bruno Lauzi, Franco Nebbia e in seguito Cochi e Renato, Felice Andreasi, Massimo Boldi, Diego Abatantuono e altri; interpreta il caratteristico personaggio dell'ubriaco veneziano, proponendo anche alcune canzoni di sua composizione quasi tutte scritte sempre in dialetto. In questo periodo debutta sul mercato discografico, avendo ottenuto un contratto con la Fonit Cetra, con il 45 giri 'Na brombola impissada, pubblicato nel 1963 e seguito dopo poco tempo da, L'imbriago/Vin nero.

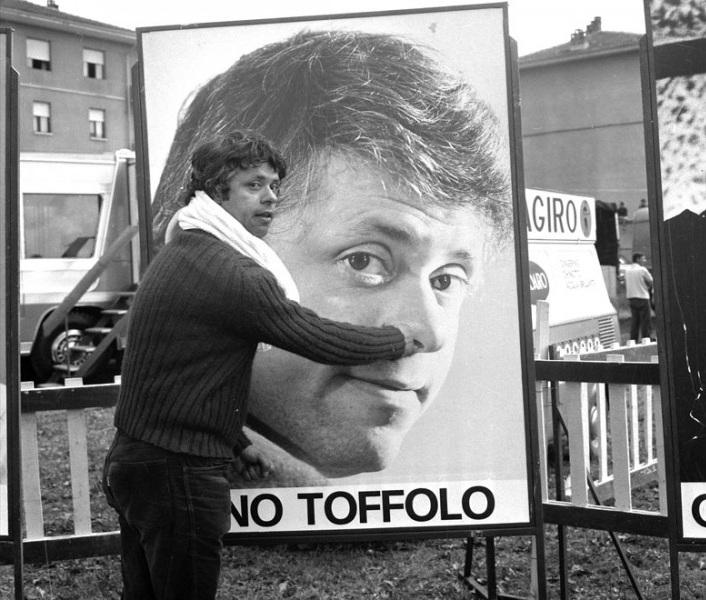
Lino Toffolo nel 1969

Sempre nel 1963 partecipa alla trasmissione televisiva Gran Premio nella squadra del Veneto (con Renato Bruson). Nel 1964, nel corso della trasmissione televisiva Questo e quello, propone insieme ad Enzo Jannacci, Giorgio Gaber, Silverio Pisu ed Otello Profazio un'interpretazione del canto anarchico Addio a Lugano. Nel 1966 effettua una tournée in Canada, assieme ad altri esponenti folk come Gabriella Ferri, Otello Profazio e Caterina Bueno in uno spettacolo teatrale che ha la regia di Aldo Trionfo.
Nello stesso anno pubblica il suo primo album, Lino Toffolo; tra le canzoni ivi contenute è da citare Gastu mai pensà, struggente canzone d'amore, che colpisce molto Enzo Jannacci, il quale la traduce in italiano e due anni dopo, con il titolo Hai pensato mai, la include nel suo album Vengo anch'io. No, tu no. Passa poi alla RCA Italiana e incide il suo disco di maggior successo, Oh Nina (vien giù da basso che te vogio ben), con cui partecipa anche al Cantagiro 1969.
Un altro suo successo, l'anno seguente, è Ah, lavorare è bello, che viene presentata da Toffolo in varie occasioni durante la trasmissione televisiva È domenica, ma senza impegno, portando con sé (in base al testo del brano) una carriola e un martello; la canzone affronta, con taglio ironico, il tema della durezza del lavoro manuale; verrà reincisa dal cantautore nel 1980 in una nuova versione. Nel 1971 la sua canzone Bel oselino è inserita nella colonna sonora del film La Betìa ovvero in amore, per ogni gaudenza, ci vuole sofferenza di Gianfranco De Bosio.
Nell'autunno 1976 ottiene un clamoroso successo con Johnny Bassotto, scritto da Bruno Lauzi e Pippo Caruso. Il brano è la sigla del programma domenicale abbinato alla Lotteria Italia (Anteprima di CHI?).
In seguito al successo riscosso dalla sigla televisiva Johnny Bassotto, a Toffolo fu chiesto di pubblicizzare le confetture Santa Rosa, utilizzando la sigla come jingle e modificando l'incipit "Chi ha rubato la marmellata?" in "Chi ha rubato la confettura?". Passa poi alla Numero Uno, l'etichetta fondata da Mogol e Lucio Battisti, per cui pubblica Centomila perché.
Nel 1980 Io di più viene scelta come sigla di C'era una volta l'uomo, un cartone animato che va in onda nella stagione 1980-1981, co-prodotto da Italia, Belgio, Paesi Bassi e Francia; riallacciandosi al tema della trasmissione, il testo del brano ripercorre la storia dell'umanità. Nello stesso anno incide la sigla di un altro cartone animato, L'isola del tesoro, e Lancillotto 008, per l'omonima serie televisiva. Nel 1984 incide una reinterpretazione in italiano di Zuppa romana, brano della band tedesca Schrott nach 8, intitolandola Pasta e fagioli, ottenendo un nuovo discreto successo. Dopo un periodo di assenza dalla musica, torna ad incidere nel 1999: l'album Acqua alta, arrangiato dal maestro Alberto Baldan Bembo, racchiude alcuni inediti e nuove versioni dei suoi successi, come Gastu mai pensà e I chierichetti.

### Il cinema
Il suo debutto nel cinema avviene nel 1968, in un ruolo secondario, nel film Chimera di Ettore Maria Fizzarotti, un musicarello incentrato sulle vicende amorose di Gianni Morandi e Laura Efrikian.

Toffolo in Il merlo maschio di Pasquale Festa Campanile (1971)

Da allora, e per un decennio, interpreta molti film di successo: degne di nota le sue partecipazioni in film, di Monicelli Brancaleone alle crociate (1970), Festa Campanile nel dittico Quando le donne avevano la coda (1970), e Quando le donne persero la coda (1972); nonché Il merlo maschio (1971), e L'emigrante (1973); De Bosio La Betìa ovvero in amore, per ogni gaudenza, ci vuole sofferenza (1971); Samperi Un'anguilla da 300 milioni (1971), Beati i ricchi (1972), Peccato veniale (1974), Sturmtruppen (1976); Celentano Yuppi du (1975); Mogherini Culastrisce nobile veneziano (1976); Risi Telefoni bianchi (1976); Pingitore Scherzi da prete (1978).
Lino lavorò con Bruno Corbucci nella commedia storica Messalina, Messalina! (1977).
Torna al cinema per l'ultima volta ne Il giorno in più (2011) di Massimo Venier, tratto dall'omonimo romanzo del protagonista Fabio Volo.

### La televisione

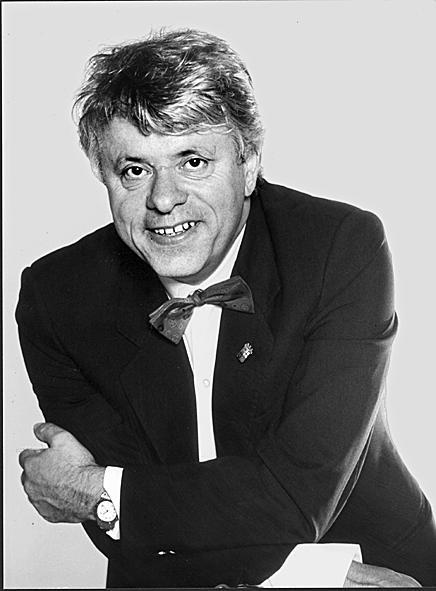
Lino Toffolo nel 2001

La popolarità di Lino Toffolo deve molto anche al piccolo schermo, dove ha cominciato ad apparire verso il finire degli anni sessanta in programmi di intrattenimento, presenziando, tra l'altro, a fianco di Alighiero Noschese in Canzonissima 1971. Nel 1978 partecipa al programma Noi... no!, con Sandra Mondaini e Raimondo Vianello. 
Nel 1985 Toffolo è stato presente nel cast di Risatissima su Canale 5 e nel 1986 di Un fantastico tragico venerdì, condotto dall'attore Paolo Villaggio e da molti altri, e trasmesso su Rete 4. Dal 1987 al 1989 Lino Toffolo ha preso il posto di Claudio Lippi come conduttore del gioco a quiz di Canale 5 Tuttinfamiglia, prodotto da Margherita Caligiuri. Nella stagione televisiva 1989-1990 ha affiancato Gino Rivieccio nella conduzione del gioco a quiz Casa mia.
Successivamente appare nelle due serie di Dio vede e provvede (1996-1997) e nelle fiction dirette da Luca Manfredi Scusate il disturbo (2009), Tutti i padri di Maria (2010) e L'ultimo papa re (2013), mentre nel 2007 partecipa al programma Stiamo lavorando per noi, condotto da Cochi e Renato e nel 2013, in qualità di ospite fisso, a La vita in diretta, condotta da Mara Venier.
Negli anni 90 è stato ospite fisso della trasmissione Quelli che... il calcio, condotta da Fabio Fazio.

### Il teatro
Nel 1993 Lino Toffolo torna a calcare le scene, interpretando la commedia Tonin bela grazia di Goldoni nell'allestimento del Teatro Stabile di Trieste, con cui ottiene un lusinghiero successo che lo spinge a cimentarsi in altri generi, come l'operetta, con Il pipistrello di Johann Strauss nel 1997, diretto da Gianfranco De Bosio, e come Zanetto Pesamenole (Donna Pasqua) in Al Cavallino Bianco di Ralph Benatzky nel 2002, per la regia di Gino Landi al Teatro Verdi di Trieste.
Sarà anche voce recitante in Pierino e il lupo di Sergei Prokofiev nel 2000 (riproposto nuovamente al Teatro Malibran di Venezia nel 2010), in Histoire du soldat di Igor Stravinski nel 2002, di cui cura anche la regia, e in Peer Gynt di Edvard Grieg al PalaFenice al Tronchetto di Venezia.
È stato anche autore di alcune commedie, tra cui Gelati caldi, Fisimat e Lei chi è, nonché maestro di Carlo e Giorgio, affermato duo cabarettistico veneziano.

### Gli ultimi anni: l'esordio alla regia e la morte
Nei primi mesi del 2006 Lino Toffolo ha presentato il suo film indipendente Nuvole di vetro, da lui scritto, diretto e interpretato, i cui dialoghi sono interamente in lingua veneta. Ha esordito così nella regia cinematografica con un'opera che ha riscosso i consensi di buona parte della critica.
È stato collaboratore del quotidiano veneziano Il Gazzettino, per il quale pubblicava delle note di costume nella rubrica settimanale DomenicaLino, tramite la propria pagina Facebook. Alcuni dei pezzi scritti per Il Gazzettino furono poi raccolti nel 1997 in un libro, A gratis - a maca, curiosamente edito in dialetto veneziano con traduzione italiana a fronte, mentre già l'anno precedente era stato pubblicato un suo romanzo, A remengo!.
La sera del 17 maggio 2016, dopo aver cenato in compagnia dei familiari, muore stroncato da un infarto nella sua casa di Murano all'età di 81 anni. Alcuni giorni prima era stato ricoverato in ospedale a Venezia per i postumi di una caduta e poco tempo prima era stato operato al cuore.
I funerali vengono celebrati la mattina del 20 maggio nella chiesa di San Pietro Martire a Murano. Presenti alle esequie i familiari, tanta gente comune, colleghi e amici, tra cui Renato Pozzetto, Ottavia Piccolo e Pino Donaggio. È sepolto nel cimitero di Murano.

## Discografia

### Album
- 1966 – Lino Toffolo (Fonit Cetra, LPP 68)
- 1970 – Lino Toffolo (RCA Italiana, PSL 10483)
- 1985 – Lino Toffolo è la fine del mondo - Pasta e fagioli distribuito anche come Dedicato ai bambini e tutti i gatti miao (Fonotil/Alpharecord, A.R. 5002)
- 1999 – Acqua alta (Fonotil, CD.AR.5002)

### Singoli
- 1963 – 'Na brombola impissada/No la vogio no (Fonit Cetra, SP 1192)
- 1963 – Gastu mai pensà/Din don (Fonit Cetra, SP 1193)
- 1963 – L'imbriago/Vin nero (Fonit Cetra, SP 1194)
- 1964 – Ie ie polenta con le schie (Fonit Cetra, SP 1251)
- 1965 – Su le nuvole/Su na gondola (Fonit Cetra, SP 1289)
- 1969 – Oh Nina (vien giù da basso che te vojo ben)/Pa-ta-pum (RCA Italiana, PM 3475)
- 1970 – E tu vedi tu/Ah, lavorare è bello (RCA Italiana, PM 3562)
- 1976 – Johnny Bassotto/I bambini d'Italia (RCA Italiana, TPBO 1261)
- 1979 – Centomila perché/Andiamo a ballare (Numero Uno, ZBN 7139)
- 1980 – Lancillotto 008/Ah, lavorare è bello (RCA Original Cast, BB 6428)
- 1980 – Io, soltanto io/Io di più (RCA Original Cast, BB 6485)
- 1980 – L'isola del tesoro/L'isola del tesoro (strumentale) (RCA Original Cast, BB 6562)
- 1985 – E tutti i gatti miao/Il fantasma (Fonotil, FNT 3003)

## Filmografia

### Cinema

Lino Toffolo e Marcello Mastroianni in Culastrisce nobile veneziano (1976)

- I vitelloni, regia di Federico Fellini (1953) – non accreditato
- Chimera, regia di Ettore Maria Fizzarotti (1968)
- I quattro del pater noster, regia di Ruggero Deodato (1969)
- Quando le donne avevano la coda, regia di Pasquale Festa Campanile (1970)
- Brancaleone alle crociate, regia di Mario Monicelli (1970)
- Un'anguilla da 300 milioni, regia di Salvatore Samperi (1971)
- Il merlo maschio, regia di Pasquale Festa Campanile (1971)
- La Betìa ovvero in amore, per ogni gaudenza, ci vuole sofferenza, regia di Gianfranco De Bosio (1971)
- Causa di divorzio, regia di Marcello Fondato (1972)
- Quando le donne persero la coda, regia di Pasquale Festa Campanile (1972)
- Beati i ricchi, regia di Salvatore Samperi (1972)
- L'emigrante, regia di Pasquale Festa Campanile (1973)
- Peccato veniale, regia di Salvatore Samperi (1974)
- La bellissima estate, regia di Sergio Martino (1974)
- Yuppi du, regia di Adriano Celentano (1975)
- L'infermiera, regia di Nello Rossati (1975)
- Telefoni bianchi, regia di Dino Risi (1976)
- Culastrisce nobile veneziano, regia di Flavio Mogherini (1976)
- Sturmtruppen, regia di Salvatore Samperi (1976)
- Messalina, Messalina!, regia di Bruno Corbucci (1977)
- L'inquilina del piano di sopra, regia di Ferdinando Baldi (1977)
- Scherzi da prete, regia di Pier Francesco Pingitore (1978)
- Pane e tulipani, regia di Silvio Soldini (2000)
- Nuvole di vetro, regia di Lino Toffolo (2006)
- Il giorno in più, regia di Massimo Venier (2011)

### Televisione
- Dio vede e provvede – serie TV (1998)
- Scusate il disturbo, regia di Luca Manfredi – miniserie TV (2009)
- Tutti i padri di Maria, regia di Luca Manfredi – miniserie TV (2010)
- L'ultimo papa re, regia di Luca Manfredi – miniserie TV (2013)

## Televisione

### Programmi TV
- Canzonissima 1971 (Programma Nazionale, 1971)
- Risatissima (Canale 5, 1985)
- Un fantastico tragico venerdì (Rete 4, 1986-1987)
- Tuttinfamiglia (Canale 5, 1987-1989)
- Casa mia (Canale 5, 1989-1990)
- Quelli che il calcio (Rai 3, 1996-1998; Rai 2, 1998-2000) – ospite fisso
- Stiamo lavorando per noi (Rai 1, 2007)
- La vita in diretta (Rai 1, 2013) – ospite fisso e opinionista

### Pubblicità
- Confettura Santa Rosa (1984-1985)

## Libri
- A remengo!, Zelig Editore, Milano, 1996
- A gratis - a maca, T.L.A. Edizioni, Ferrara, 1997